# Sawa Sekkyō
Sawa Sekkyō est un nom japonais traditionnel ; le nom de famille (ou le nom d'école), Sawa, précède donc le prénom (ou le nom d'artiste).
Sawa Sekkyō est un dessinateur japonais d'estampe sur bois de la fin du XVIIIe siècle et du début du XIXe siècle. Il est d'abord élève de Tsutsumi Tōrin, ancien peintre de l'école Kanō avant de devenir peintre indépendant du style ukiyo-e. Il est surtout connu pour ses paysages et ses études d’oiseaux et d'animaux, celles-ci étant souvent imprimées entièrement à l'encre noire ou rose.
Sekkyō utilise d'anciens kanji et son nom ne peut être reproduit par les médias électroniques modernes. Il peut donc s'écrire 沢 雪喬, 沢 雪崎, ou 沢 雪橋.

## Référence
- (en) Cet article est partiellement ou en totalité issu de l’article de Wikipédia en anglais intitulé « Sawa Sekkyō » (voir la liste des auteurs).